# 奈良県広域水道企業団
奈良県広域水道企業団（ならけんこういきすいどうきぎょうだん、英語: Nara Water Supply Authority）は、奈良県と26市町村で構成される一部事務組合（特別地方公共団体）であり、令和6年11月1日に設立された。
構成市町村における水道事業並びに奈良市及び葛城市に対する水道用水供給事業を、令和7年4月より開始予定である。

## 概要
2025年4月1日より本部を田原本町宮古に置く。県営福祉パークと同じ建物に入居しているが、一部は奈良市法蓮町の前事務局に残っており、完全に移転は完了していない。
組織の概要
- 企業長

奈良県知事が務める。
- 副企業長

橿原市長及び生駒市長
- 構成自治体

奈良県、大和高田市、大和郡山市、天理市、橿原市、桜井市、五條市、御所市、生駒市、香芝市、宇陀市、平群町、三郷町、斑鳩町、安堵町、川西町、三宅町、田原本町、高取町、明日香村、上牧町、王寺町、広陵町、河合町、吉野町、大淀町、下市町
- 企業団議会

定数38
全構成団体の議会から選出された議員で構成
- 運営協議会

全構成団体の首長で構成される協議の場
- 監査委員

企業長・副企業長のもと、事務局長以下で実務を担う。
- 事務局
  - 総務部
  - 事業部
- 広域水道センター
  - 桜井浄水場（桜井市初瀬3701）
  - 御所浄水場（御所市戸毛367-2）

- 水質管理センター
  - 桜井水質課
  - 御所水質課

- 各市町村事務所（窓口業務）
  - 各市町村浄水場

## 主要施設
- 取水場
- 浄水場